# 尼科伊島
尼科伊島是印度尼西亞的島嶼，位於民丹島以東8公里，距離新加坡約85公里。該島在2005年被澳洲夫婦買下，其後興建的渡假區在2007年啟用，2010年島上有15間沙灘屋。

1°03′08″N 104°42′32″E / 1.0521°N 104.7088°E